# ひみつの陰陽師
『ひみつの陰陽師』（ひみつのおんみょうじ）は、藍川竜樹による日本のライトノベル。集英社コバルト文庫から刊行されていた。イラストはみずのもと。

## 概要
下級貴族の姫でありながら家の事情で男装して出仕する真澄が、敏腕陰陽師・玲雅の元で一人前の陰陽師を目指して頑張るラブコメディー。2011年度ロマン大賞受賞作。

## あらすじ
時は平安。陰陽師見習いの真澄は、右近の命令により玲雅に出仕を促すため飛鳥戸家を訪れる。そこで偶然見た玲雅の技に惚れこんだ真澄。玲雅の助手になりたいと志願する。

## 登場人物

### 主要人物
賀茂 真澄（かもの ますみ）
主人公。陰陽師の家系である賀茂分家の姫。本名は真子（まこ）。お家存続のため素質のない兄に代わって、性別を偽り宮廷に出仕する。
玲雅の技に惚れこみ、助手を務める。陰陽術を使う他、玲雅に代わって雑用をこなしたり、女装して情報収集を行う。
幼い頃から腕白で明るく行動的な少女。お家存続のためとはいえ、玲雅や仕事仲間を騙していることに心を痛めている。
橘内侍から、爛王の玉を託される。
爛王（らんおう）
橘内侍から託された玉に宿る真澄の式。女好きで、基本的に女の言うことしか聞かない。火を操る能力を持つ。
爛王自身は実体を持たないが、真澄の反魂術により蘇芳と身体を共有するようになる。
飛鳥戸 玲雅（あすかべの あきらまさ）
稀代の凄腕陰陽師。人嫌いで滅多に出仕しなかったが、真澄との貝合わせ勝負に敗れたため出仕する羽目になる。
傲慢で人使いが荒いが、面倒見も良い。後に真澄の秘密に気付くが口外せず、周囲にばれないよう配慮し、真澄に対しても気付かないふりをしている。
飛鳥戸家の養子であることに引け目を感じ、代々の飛鳥戸家当主の式を呼べないでいたが、真澄の言葉に勇気をもらい呼ぶことが出来た。
数や天文が大好きで、飲食を忘れて研究に没頭することが多々ある。片づけ下手で、放っておくと足の踏み場もなくなる。
河伯（かはく）
玲雅の式。代々飛鳥戸家の当主だけが使役でき、神仏から授かったという謂れがある玉に宿る美しく強力な式。故に使役するには能力だけでなく、気力や体力も必須である。
玲雅を崇拝している節があり、真澄の存在を疎んじている。
覗き魔（のぞきま）
他人の情事を覗き見ることを目的としている霊。元主計寮の下級官吏で、ある出来事の口封じのために殺害されるが、成仏せずに後宮で他人の情事を覗き見していた。玲雅の術により壺つきの霊となり、飛鳥戸家に住んで玲雅の手伝いや世話をするようになる。
蘇芳（すおう）
真澄の従者で幼馴染。真澄に恋心を寄せている。真澄を守るために命を落とすが、反魂術と爛王の力により魂を繋ぎ止める。
心臓部に爛王の玉が埋め込まれており、甦ってからは爛王と身体を共有している。
橘内侍（たちばなのないし）
帝の女秘書で、年齢不詳の謎めいた老女。玲雅に懸想しており、積極的に関係を迫ってくる。
情報通で、真澄や玲雅に協力を惜しまない。

### 陰陽寮
右近（うこん）
玲雅と真澄の上役で陰陽助（おんみょうのすけ）。真面目な青年だが、妄想の世界に入りがちなところがある。偶然遭遇した真子に一目ぼれをし、以来真子への恋心を暴走させている。真澄と真子が同一人物だと気付いておらず、真澄は男だと信じている。
菅原 貴輝（すがわらの たかてる）
宮廷陰陽師の1人。文才はあるが陰陽師としての才はなく、財力で民間陰陽師を雇い使役している。司令塔として適材適所に人を配置しまとめる能力がある。処世術に疎い玲雅のフォローをするなど、面倒見が良く社交的で人脈が広い。河伯に一目惚れし、振られるも諦める様子はない。
一人称は「麿」。仕事内容によって、菅家四十八眉の中から描く眉の形を変えている。
賀茂 正直（かもの まさなお）
賀茂本家の当主で真澄の従兄。宮廷陰陽師の1人で、その実力は玲雅に次ぐと言われている。正論を重んじ、情で動かない冷静沈着な人物。
賀茂 直純（かもの なおずみ）
正直の弟で真澄の従兄。陰陽得業生。人懐こい人柄の少年。身分違いの恋に落ち、駆け落ちする。
那智若（なちわか）
貴輝配下の少年で陰陽師見習い。紀伊の波和津出身で本名は茜丸。美少女のような容貌と巫女の力を持つ。真澄とは歳が近く仲が良い。

### その他
藤原 実光（ふじわらの さねみつ）
蔵人。華やかな美貌をした色男。物事を要領よくこなす器用さを持っている。玲雅の親友だったが、呪詛事件を起こし玲雅と対決、敗れて顔の半面に醜い傷を負った。しばらく謹慎した後、再び出仕し始める。
三の姫（さんのひめ）
左大臣家の三女。外見は愛くるしい幼女だが、中身は大人びている。性格は良くも悪くも父親似。真澄を「背の君」と呼び慕う。
郁子（いくこ）
飛鳥戸家先代当主の姪。さばさばした物言いをする、華やかで理知的な美女。玲雅にとっては幼馴染であり、頭の上がらない姉のような存在。宮家で女房勤めをしている。

## 書籍
- 藍川竜樹 『ひみつの陰陽師』 集英社〈コバルト文庫〉、全8巻
  1. ひみつの陰陽師－ひとつ、秘め事だらけの宮廷絵巻－ 2011年11月1日発売、ISBN 978-4-086-01581-3
  2. ひみつの陰陽師－ふたつ、不運な姫君は百花の陰に鬼を飼う－ 2012年2月1日発売、ISBN 978-4-086-01612-4
  3. ひみつの陰陽師－みっつ、三日夜の餅をあなたと－ 2012年4月28日発売、ISBN 978-4-086-01638-4
  4. ひみつの陰陽師－よっつ、黄泉姫は愛を願う－ 2012年8月1日発売、ISBN 978-4-086-01638-4
  5. ひみつの陰陽師－いつつ、色にでにけり我が恋は－ 2012年11月1日発売、ISBN 978-4-086-01681-0
  6. ひみつの陰陽師－むっつ、無垢なる瞳は未来をうつす－ 2013年2月1日発売、ISBN 978-4-08-601701-5
  7. ひみつの陰陽師－ななつ、泣く子も黙る嵐の予兆!?－ 2013年3月1日発売、ISBN 978-4-08-601708-4
  8. ひみつの陰陽師－やっつ、やっとのことで大団円－ 2013年3月30日発売、ISBN 978-4-08-601717-6